# Chinatown, My Chinatown

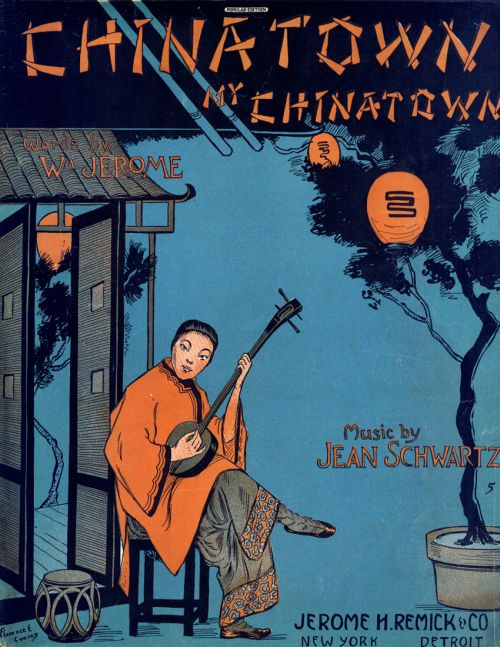
Titel der Notenausgabe (1910)

Chinatown, My Chinatown ist ein Popsong, den William Jerome (Text) und Jean Schwartz (Musik) 1906 verfassten und 1910 veröffentlichten. Er entwickelte sich zum Evergreen und zum Jazzstandard.

## Kennzeichen des Songs
Jerome und Schwartz verwendeten in Chinatown, My Chinatown Anklänge chinesischer Musik, die sie in die europäische Harmonik einbanden, insbesondere in der Einleitung, aber auch im Verse. Das Stück ist vom Ragtime inspiriert; es ist marschähnlich aufgebaut, aber in der Liedform A-B geschrieben und umfasst 32 Takte.

## Rezeptionsgeschichte
1914 wurde der Song in der Revue Up and Down Broadway von W. C. Fields verwendet;  für 1915 berichtet der Billboard, das einige Vaudeville-Shows das Stück im Repertoire hatten.  Bereits im frühen Dixieland Jazz fand das Stück zahlreiche Interpreten; es hat eine Funktion als flag-waver, d. h. „als schnelles und mitreißendes Eröffnungsstück.“ Gunther Schuller wies auf das außerordentliche Tempo hin, in dem die Big Bands der 1930er Jahre Chinatown spielten. John Nesbitt arrangierte eine derartige Einspielung des Orchesters von Fletcher Henderson im Jahr 1930. 1931 interpretierte Louis Armstrong den Titel; „zum grandiosen, in außergewöhnliche Höhen kletternden Trompetenspiel gehören anhaltende Begleitriffs des Orchesters von Luis Russell.“ Weitere herausragende Versionen stammen von Lionel Hampton (als China Stomp 1937), Tommy Dorsey, dem Casa Loma Orchestra (1934) oder Jack Teagarden (1944). Chinatown wurde auch von Al Jolson und Chris Connor aufgenommen. Weitere Versionen stammen von The Hi-Lo’s (A Musical Thrill, 2006) und Carl Mann (auf der LP 14 Unissued Sides.) und John Serry senior für RCA Records (RCA Thesaurus, 1954)

## Verwandte Songs
Das musikalische Gerüst von Chinatown wurde mehrfach als Ausgangspunkt für andere Songs verwendet; das gilt für Louis Armstrongs Struttin' with Some Barbeque genauso wie für Space Man von Lionel Hampton und Jess Stacy und für Sax No End von Francy Boland.

## Verwendung im Film
Der Song wurde mehrfach in Filmen verwendet; zuerst in Max Fleischers gleichnamigem Zeichentrickfilm aus dem Jahr 1929. 1987 griff Woody Allen den Song für seine Radio Days auf. Weiterhin fand er im Videospiel Mafia von Illusion Softworks 2002 Verwendung.